# Championnat du Maroc féminin de basket-ball
Le Championnat du Maroc de basket-ball féminin, nommé Division Excellence Dames ou DEX-D est une compétition annuelle mettant aux prises les 12 meilleurs équipes féminines professionnels de basket-ball au Maroc, divisés en deux groupes de six équipes, groupe nord et groupe sud.

## Palmarès
- 1941 : Racing AC
- 1943 : Racing AC
- 1945 : Racing AC
- 1946 : Racing AC
- 1947 : SA Marrakech
- 1948 : Racing AC
- 1950 : Racing AC
- 1951 : Racing AC
- 1952 : Racing AC
- 1954 : Stade marocain
- 1956 : Racing AC
- 1978 : CODM de Meknès
- 1979 : CODM de Meknès
- 1980 : CODM de Meknès
- 1981 : CODM de Meknès
- 1982 : CODM de Meknès
- 1983 : CODM de Meknès
- 1985 : CODM de Meknès
- 1986 : CODM de Meknès
- 1987 : CODM de Meknès
- 1988 : CODM de Meknès
- 1989 : CODM de Meknès
- 1990 : CODM de Meknès
- 1991 : Stade marocain
- 1992 : Stade marocain
- 1993 : AS Crédit Agricole
- 1994 : AS Crédit Agricole
- 1995 : CODM de Meknès
- 1996 : AS Crédit Agricole
- 1997 : AS Crédit Agricole
- 1998 : FUS de Rabat
- 1999 : FUS de Rabat
- 2000 : Tihad SC
- 2001 : FUS de Rabat
- 2002 : FUS de Rabat
- 2003 : FUS de Rabat
- 2004 : FAR de Rabat
- 2005 : FAR de Rabat
- 2006 : FAR de Rabat
- 2007 : FAR de Rabat
- 2008 : FAR de Rabat
- 2009 : IR Tanger
- 2010 : Amal Essaouira
- 2011 : Tihad SC
- 2012 : IR Tanger

## Les clubs de l'édition 2013-14

### Groupe Nord
- Club Etudiant Tétouan
- CODM de Meknès
- Ittihad Tanger
- MCO Oujda
- UTS Touarga
- Agriculture Kenitra

### Groupe Sud
- FAR de Rabat
- Wydad AC
- Tihad Sportif Club
- FUS de Rabat
- Raja Club Athletic
- Amal Essaouira